# The Book of Human Insects
The Book of Human Insects (人間昆虫記, Ningen Konchuki) is een seinen manga van Osamu Tezuka. De strip werd oorspronkelijk uitgegeven in Akita Shoten's manga magazine Play Comic van 9 mei 1970 tot 13 februari 1971.
De strip kende heel wat verschillende Japanse uitgaven door verscheidene uitgevers: Mushi Production (1972), Daitosha (1974, 1987), Akita Shoten (1979, 1993, 1995) en Kodansha (2012). De Engelse vertaling is van de hand van Vertical Inc. (hardcover: 20 september 2011, softcover: 4 december 2012). In Frankrijk werd de manga uitgegeven door Sakka, in Taiwan door China Times Publishing Company en Taiwan Tohan.

## Verhaal
Het verhaal gaat over Toshiko Tomura, gekend als de "Vrouw met Talent". Zij kan vaardigheden van anderen stelen. Door op deze manier misbruik van anderen te maken en hen te vermoorden wanneer zij in haar weg naar succes staan, ondergaat ze steeds nieuwe metamorfosen doorheen verschillende carrières, net zoals een insect dat ontpopt en diens oude huid afwerpt.

## Live-action
In 2011 werd de manga verwerkt tot een zevendelige live-action reeks door WOWOW. De regie was van de hand van Kazuya Shiraishi en Izumi Takahashi.